# クレメンタイン・チャーチル
- クレメンタイン[1]
- クレメンティーン[2]

クレメンタイン・オギルヴィ・スペンサー＝チャーチル、スペンサー＝チャーチル女男爵、GBE（英: Clementine Ogilvy Spencer-Churchill, Baroness Spencer-Churchill, GBE、1885年4月1日 - 1977年12月12日）は、イギリス首相を務めたウィンストン・チャーチルの妻。旧姓はホージアー（英: Hozier）。また自身も一代貴族であった。

## 幼少期
法的にはヘンリー・モンタギュー・ホージアーと、レディ・ブランチ・ホージアー（デイヴィッド・オギルヴィ (第10代エアリー伯爵)の娘）の間に生まれたとされているが、レディ・ブランチは不貞で広く知られており、父親が誰だったのかに関しては議論も多い。1891年にサー・ヘンリーはレディ・ブランチが恋人といる所を目撃して離婚裁判を起こしたが、彼女は夫の側の不貞を申し立ててこれを退け、夫妻はその後別居した。レディ・ブランチはクレメンタインの父親が有名な騎手のジョージ・ベイ・ミドルトンだと主張し続け、クレメンタインの末娘であるメアリー・ソームズもこれを信じていた。一方で、彼女の伝記を書いたジョーン・ハードウィック（英: Joan Hardwick）は、サー・ヘンリーの不妊症の噂にも触れつつ、レディ・ブランチがホージアー家の子どもとして儲けたのは、彼女の姉妹の夫で、ミットフォード姉妹の祖父として知られるアルジャーノン・フリーマン＝ミットフォード (初代リーズデイル男爵)との子どもだと推測している。噂は絶えないものの、いずれにしろクレメンタインはサー・ヘンリーの娘として記録されている。
クレメンタインが14歳になった1899年夏、彼女の母は家族と共にフランス・ディエップに移った。家族は水浴、カヌー、クロイチゴ摘みなど牧歌的な生活を送り、海沿いに暮らすイギリス人たちのグループ「ラ・コロニー」（仏: ‘La Colonie’）と知り合った。このグループは軍人や作家、画家などで構成されており、中には後に家族と深い親交を結ぶことになるオーブリー・ビアズリーやウォルター・シッカートなどがいた。クレメンタインの末娘メアリー・ソームズが後に書いた回顧録では、クレメンタインがシッカートの端整な顔立ちに、今まで見たこともないような魅力を感じて深く感じ入ったことが書かれている。しかしながら、ホージアー家の幸せなフランス生活は長姉キティがチフスに罹ったことで暗転し、レディ・ブランチはキティの看病をするため、クレメンタインとネリーの姉妹をスコットランドに送るのが得策だと判断した。キティはその後1900年3月5日に亡くなった。

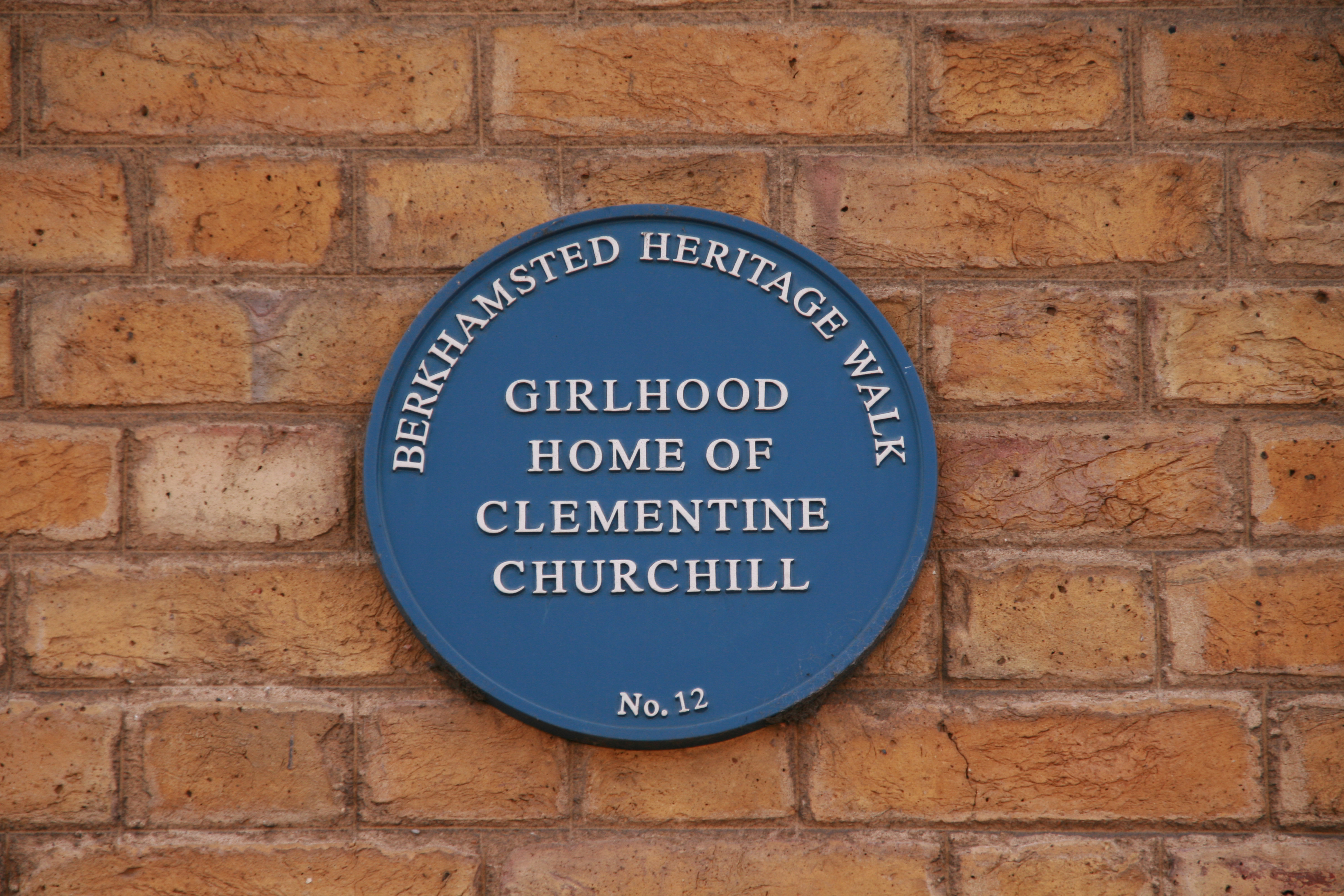
バークハムステッドのブルー・プラーク

クレメンタインは当初ガヴァネスによる教育を受け、その後ドイツの高名な教育学者フリードリヒ・フレーベルの甥だったカール・フローベルと、その妻ジョアンナが経営するエディンバラ・スクール（英: the Edinburgh school）に短期間通い、バークハムステッド女子学校（現バークハムステッド・スクール）とパリ大学（ソルボンヌ）に進学した。彼女は18歳の時に恋に落ちたシドニー・ピールと、秘密裏に2回婚約している。

## 結婚と出産

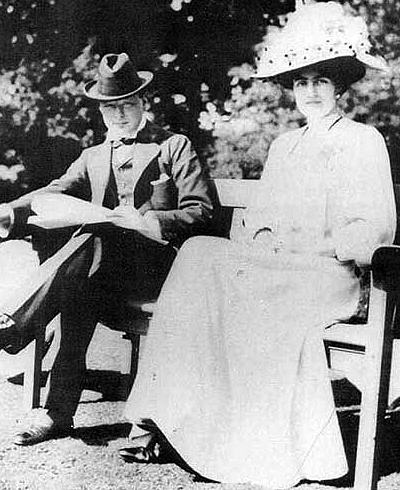
若き日のウィンストン・チャーチルと、当時フィアンセだったクレメンタイン。ふたりが結婚する直前の1908年に撮影された

チャーチル夫妻は短い交際を経てすぐに結婚した。ふたりは1908年のディナーパーティで4年ぶりに再会し、一目見て以来、ウィンストンはクレメンタインの美貌と気品を認め、一晩同席しただけで彼女の旺盛な知性と性格に惚れ込んだという。数ヶ月手紙のやりとりを続けた後、ウィンストンは彼女の母であるレディ・ブランチに、結婚の許しを願う手紙を書いた。しかしながらウィンストンはクレメンタインと連れ立ってレディ・ブランチに会いに行くことにしたため、手紙がレディ・ブランチの元へ渡ることはなかった。この手紙は夫妻の末娘であるメアリー・ソームズが書いた回顧録に収録されている。
チャーチル夫妻は1908年9月12日に聖マーガレット教会で結婚したが、ウィンストンは彼女より10歳以上年上だったほか、既に経験豊富な庶民院議員でもあった。
夫妻の間には5人の子どもが生まれた。長子から順に、ダイアナ（1909年 – 1963年）、ランドルフ（1911年 – 1968年）、サラ（1914年 – 1982年）、マリーゴールド（1918年 – 1921年）、メアリー（1922年 – 2014年）である。末娘のメアリーのみが長生きした一方、夭逝したマリーゴールドに加え、その他の3きょうだいも50代から60代で亡くなっている。ウィンストン自身の公職生活はストレスの多いものだったが、チャーチル夫妻は愛情のこもったおしどり夫婦として知られた。

## 二度の大戦

### 第一次世界大戦

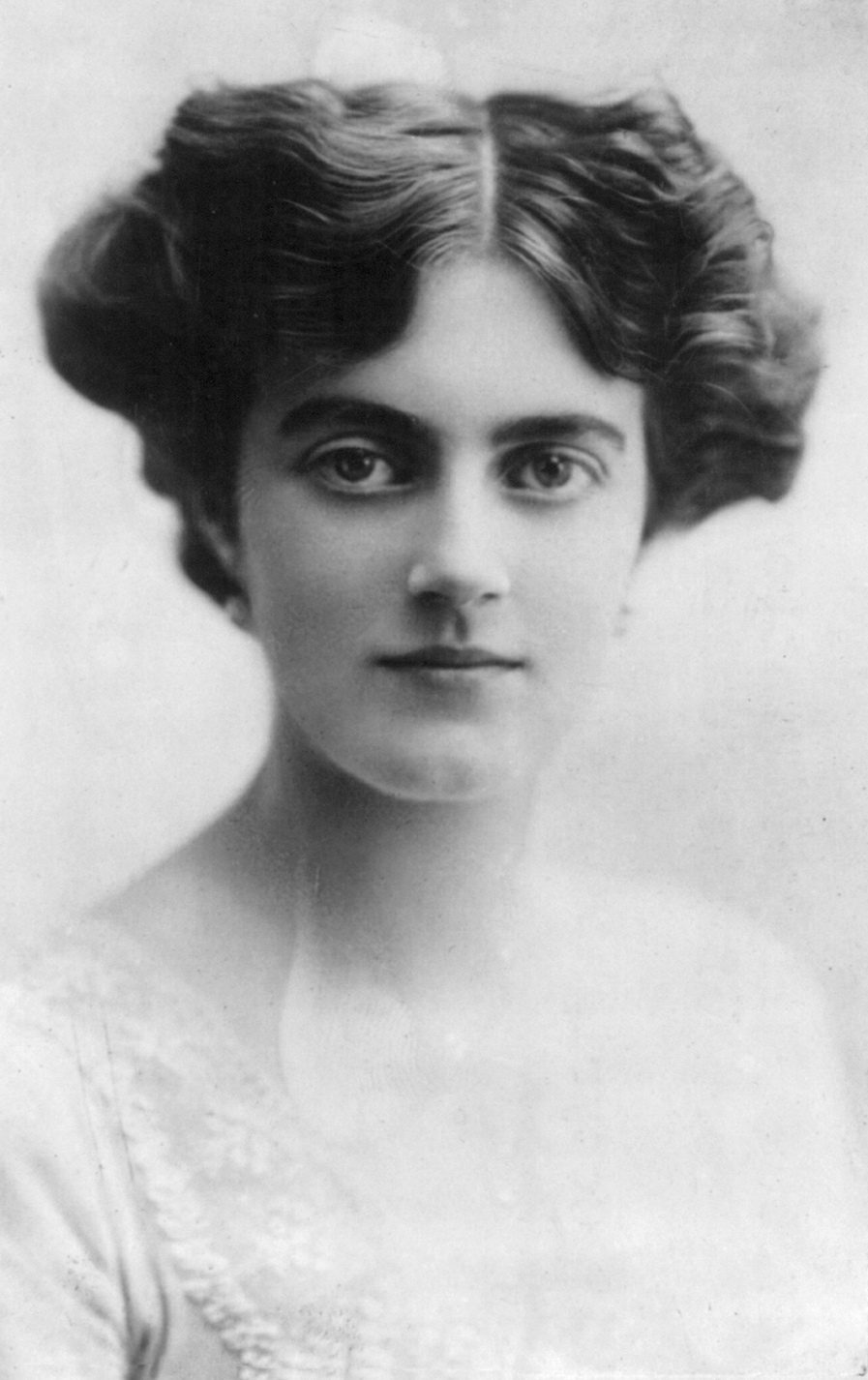
1915年撮影

第一次世界大戦中、彼女はロンドンの北東首都大司教区のキリスト教青年会 (YMCA) を代表して軍需工場労働者の酒保を設立し、これが認められて1918年に大英帝国勲章・コマンダー (CBE) に叙勲された。

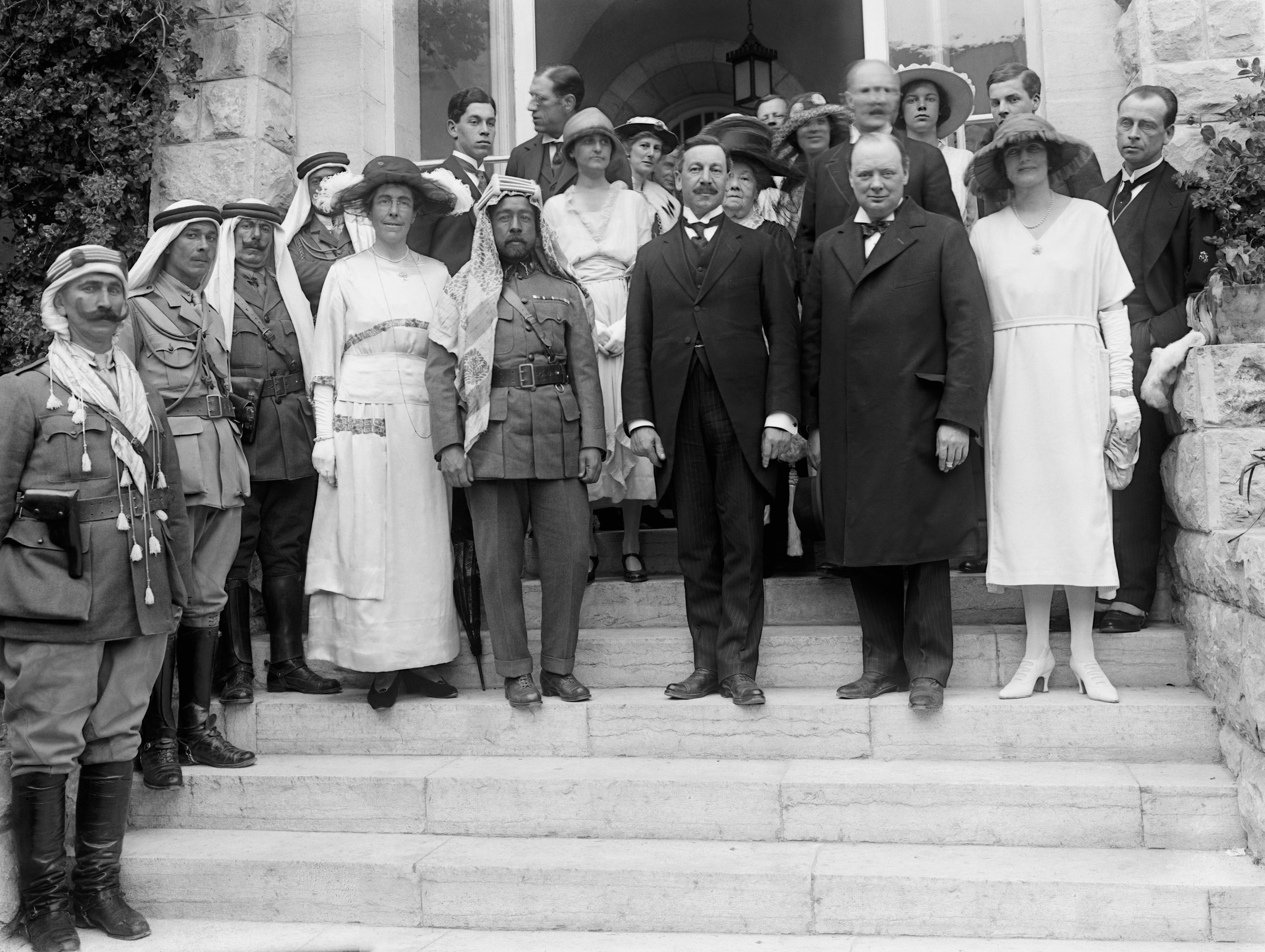
1921年にエルサレムを訪れたチャーチル夫妻（前列右端）

### 1930年代
1930年代、クレメンタインはウィンストンを同伴せずに、ウォルター・ギネス (初代モイン男爵)のクルーザー、ロザウラで、ボルネオ島・セレベス島・モルッカ諸島・ニューカレドニア・ニューヘブリディーズなどを巡る旅に出た。旅の中で、彼女より7歳年下の裕福な画商、テレンス・フィリップ（英: Terence Philip）との情事があったことが広く信じられている。しかし確証はどこにもなく、またフィリップ自身も同性愛者だったと考えられている。クレメンタインは、旅の後1羽のバリ鳩を連れて帰ってきた。この鳥が亡くなった後、彼女はチャートウェルの庭にあった日時計の下に遺骸を埋め、その土台に詩を寄せている。
常に批判の的となる政治家の妻として、クレメンタインは他の政治家の妻たちに、鼻であしらわれ、無礼に扱われていた。しかし、彼女はそういった扱いに対する忍耐を持ち合わせていなかった。モイン男爵一行と旅をした際、彼らはBBCの放送で、熱烈な宥和政策支持者の政治家が、ウィンストンを名指しで批判する様子を聞いた。男爵の招待客だったレディ・ヴェラ・ブラウトン (en) は批判に対して「まったくですね」（英: "hear, hear"）と述べた。クレメンタインはモイン男爵がとりなしの言葉を発するのを待っていたが、そのような言葉は出ず、彼女は怒って客室に戻り、モイン男爵への手紙を書いた上で帰り支度を始めた。レディ・ブラウトンは彼女を引き止めようとしたが、夫への侮辱に対する謝罪は全く受け付けなかったという。彼女は単身上陸し、翌朝には帰途に就いた。

### 第二次世界大戦

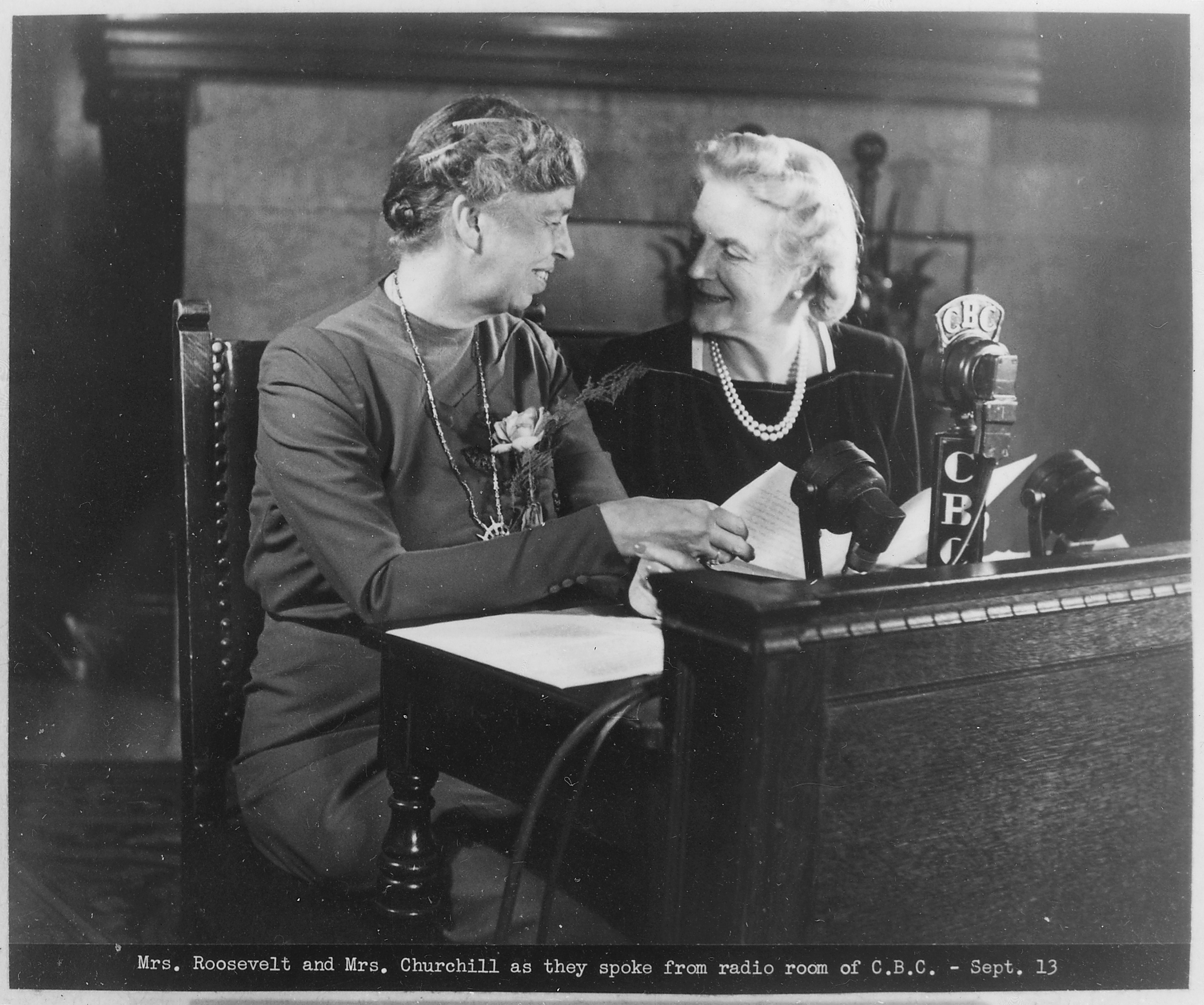
エレノア・ルーズベルトと語らうクレメンタイン（右）、1944年

第二次世界大戦中、彼女は赤十字社のエイド・トゥ・ロシア・ファンドの代表を務めたほか、キリスト教女子青年会 (YWCA) の戦時中募金要請（英: War Time Appeal）の会長、また年少士官の妻のためのフルマー・チェイス助産院（英: Fulmer Chase Maternity Hospital for Wives of Junior Officers）の責任者を務めた。戦争終結直前にロシアを訪れた際に、彼女は労働赤旗勲章を受けている。

### 戦後

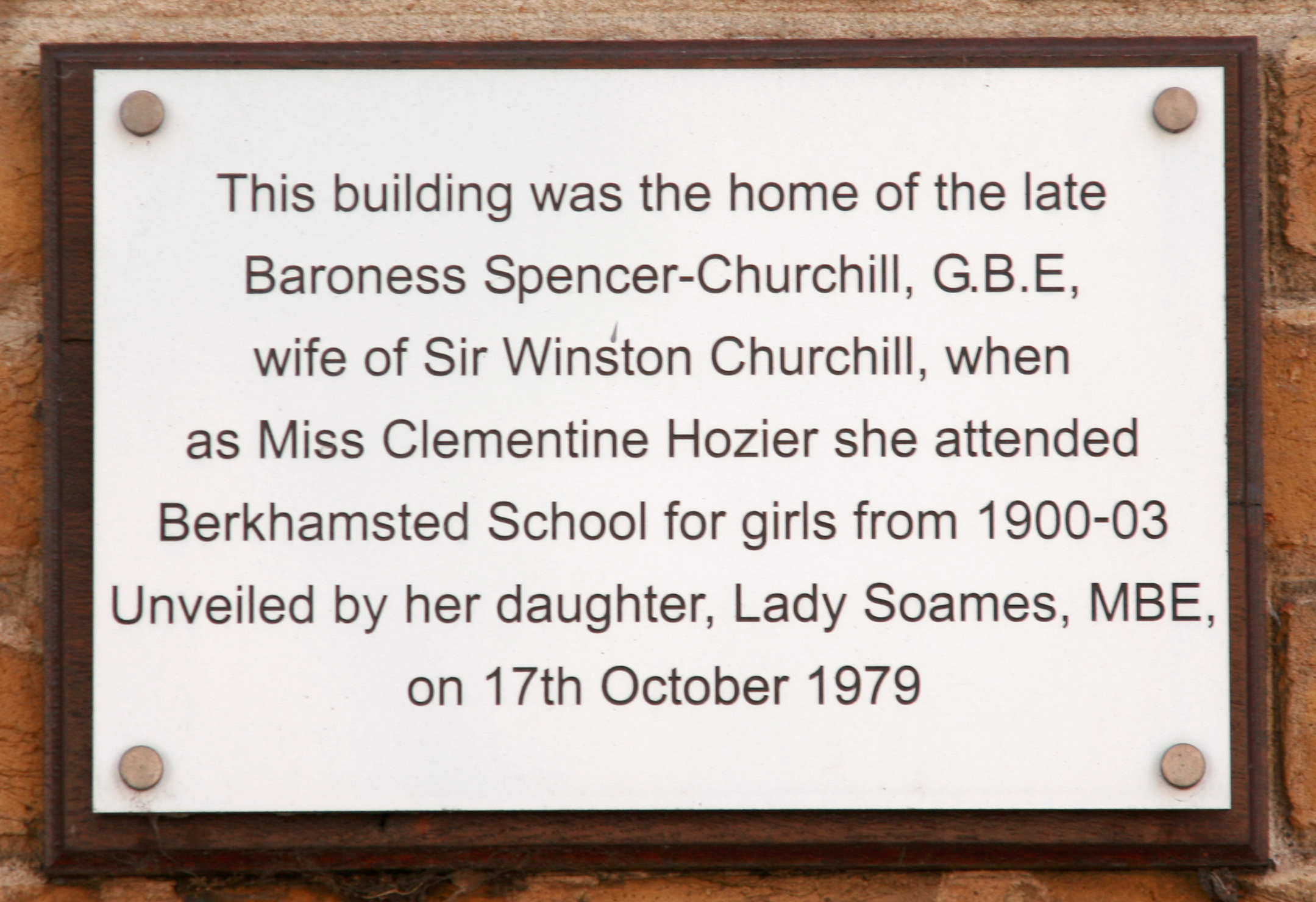
バークハムステッド・ハウスに掲げられた、彼女を記念するプラーク

彼女は戦後すぐの1946年に大英帝国勲章のデイム・グランド・クロスを叙勲され、「デイム・クレメンタイン・チャーチル、GBE」（英: Dame Clementine Churchill GBE）となった。また同じ年にはグラスゴー大学、オックスフォード大学から名誉学士号を受けている。

## 後半生と死

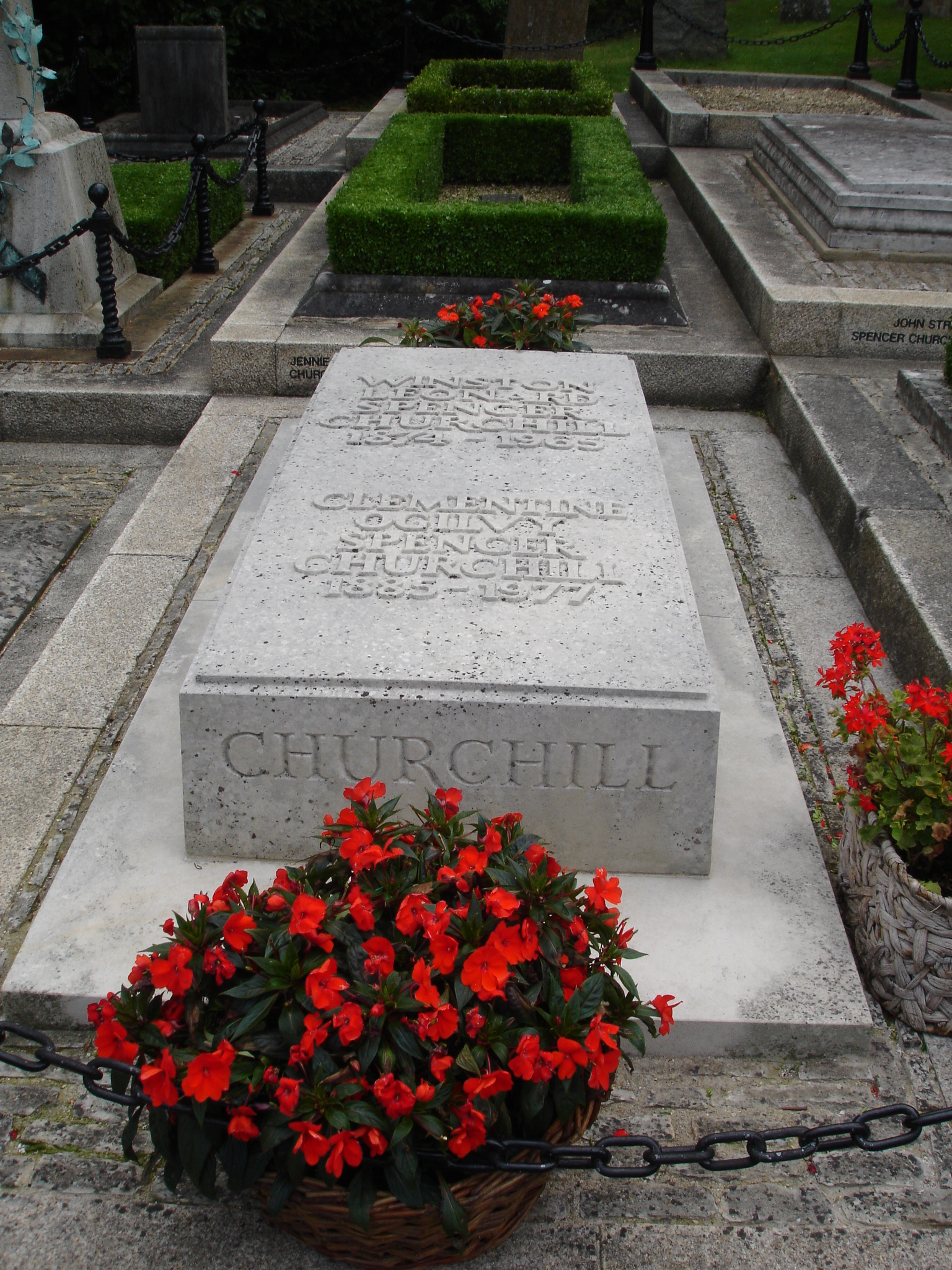
チャーチル夫妻の墓

ウィンストンは1965年1月24日に90歳で亡くなり、クレメンタインは未亡人となった。これに際した同年5月17日、彼女は一代貴族として認められ、「ケント州チャートウェルのスペンサー＝チャーチル女男爵」（英: Baroness Spencer-Churchill, of Chartwell in the County of Kent）と呼ばれることになった。彼女は貴族院の中立議員（クロスベンチャー）となったが、進行する難聴のせいで議員生活を送ることは不可能だった。1976年にはブリストル大学から名誉学士号を受けた。
最晩年の数年間、彼女はインフレーションと物価上昇のせいで、余生を送る資金をやりくりするのに苦労した。1977年早くには、亡き夫ウィンストンの絵画5点をオークションにかけた。彼女が亡くなった後、グレアム・サザーランドが描いたウィンストンの肖像画が、ウィンストンが気に入らなかったためとして彼女の指示で破壊されていたことが分かった。
彼女はロンドン・ナイツブリッジ、プリンシズ・ゲート7番地（英: Prince's Gate）の自宅で、心臓発作により1977年12月12日に亡くなった。92歳没。彼女は夫や子どもたちと共に、オックスフォードシャー・ウッドストックに程近い、聖マーティン教会 (ブレイドン)に埋葬されている（但し、夭逝したマリーゴールドの墓だけはロンドンのケンザル・グリーン墓地にある）。

## 彼女を記念したもの

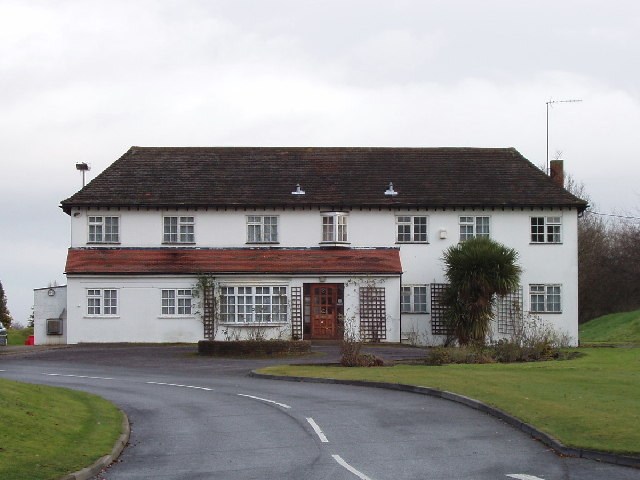
ハーロウのクレメンタイン・チャーチル病院

ミドルセックス、ハーロウにあるクレメンタイン・チャーチル病院（英: The Clementine Churchill Hospital）は彼女を記念して名付けられた病院である。
バークハムステッド女子学校に通っていた頃に住んでいたバークハムステッド・ハウスには、彼女を記念したブルー・プラークが取り付けられており、1979年に行われた除幕式では、末娘のソームズ男爵夫人が除幕を行った。このプラークは彼女がこの場所に住んでいたことを記念して付けられたものである。

## 名前・称号の変遷
| 開始日        | 終了日         | 名前・称号 | 理由                                             |
| ------------- | -------------- | --- | ------------------------------------------------ |
| 1885年4月1日  | 1908年9月12日  | ミス・クレメンタイン・ホージアー Miss Clementine Hozier                                                       | ヘンリー、ブランチのホージアー夫妻の元に生まれる |
| 1908年9月12日 | 1918年         | ミセス・ウィンストン・チャーチル Mrs Winston Churchill                                                        | ウィンストン・チャーチルとの結婚                 |
| 1918年        | 1946年         | ミセス・ウィンストン・チャーチル、CBE Mrs Winston Churchill, CBE                                              | 大英帝国勲章コマンダー (CBE) 叙勲                |
| 1946年        | 1953年4月24日  | デイム・クレメンタイン・チャーチル、GBE Dame Clementine Churchill, GBE                                        | 大英帝国勲章デイム・グランド・クロス (GBE) 叙勲  |
| 1953年4月24日 | 1965年5月17日  | レディ・チャーチル、GBE Lady Churchill, GBE                                                                   | 夫ウィンストンがガーター勲章叙勲                 |
| 1965年5月17日 | 1977年12月12日 | ライト・オナラブル スペンサー＝チャーチル女男爵、GBE The Right Honourable The Baroness Spencer-Churchill, GBE | 1958年一代貴族法により一代貴族に叙される         |